# Білкова глобула
Білкова глобула — у молекулярній біології термін «Білкова глобула» стосується станів білка, які є більш-менш компактними (звідси «глобула»), але не мають специфічної щільної упаковки амінокислотних залишків, яка створює третинну структуру, подібну до твердого стану.

## Історія
Білкова глобула була вперше описана в 1983 році для цитохрому с М. Огуші та А. Вада.При високих концентраціях солей або низькому pH (pH 2) цитохром c приймає форму з менш щільним центром, ніж нативна форма. Це дозволяє малим молекулам дифундувати всередину цих білків.

## Механізм утворення глобули
Згортання білка здійснюється завдяки динамічній взаємодії вторинних і третинних взаємодій. Було розроблено дві моделі екстремального шляху згортання:
- У першій — каркасній моделі — швидко сформовані елементи вторинної структури збираються в третинну структуру.[3]

- У другій — моделі гідрофобного колапсу — утворення нещільно упакованої третинної структури передує утворенню вторинної структури.[4]

Механізм нуклеації-конденсації, що включає супутнє формування короткочасних і дальніх взаємодій, поєднує в собі риси обох крайніх моделей і, таким чином, являє єдиний механізм згортання білка.

## Приклади
Прикладами білків у глобулярній формі розплавленої цитохром с,  апоміоглобін,  флаводоксиноподібні білки,  α-лактальбумін,  білок P2 Plasmodium falciparum  і CylR2 . Деякі внутрішньо неструктуровані білки мають форму розплавленої глобули.